# Jean-Pierre Escalettes
Jean-Pierre Escalettes, né le 29 mai 1935 à Béziers (Hérault), président de la Fédération française de football du 12 février 2005 au 23 juillet 2010.
Ancien professeur d'anglais, Jean-Pierre Escalettes devient président de la Ligue de football amateur avant d'être élu deux fois à la tête de la FFF, poste dont il démissionne en 2010.

## Biographie

### Enfance et débuts professionnels
En 1939, une mutation professionnelle conduit la famille Escalettes à s'installer à Bordeaux. Jean-Pierre, le deuxième d'une fratrie de trois frères, fréquente le lycée Montaigne, poursuit en « Math sup » dans le but de sortir ingénieur comme le souhaite son père. Depuis l'âge de onze ans, le jeune étudiant passe un mois de vacances en Angleterre dans le cadre du jumelage  Bordeaux-Bristol. Lassé par les mathématiques, Jean-Pierre change d'orientation pour la faculté d'anglais et son père ne lui adresse pas la parole pendant deux ans.
En 1952 seulement, Jean-Pierre intègre le Bordeaux Étudiants Club (BEC), sa mère refusant qu'il joue au football dans un club avant d'avoir décroché son baccalauréat. En 1955, il part trois ans en Angleterre approfondir ses connaissances à l'université de Bristol, où il rencontre sa future épouse, également professeur d'anglais.
À son retour, le professeur certifié d'anglais est nommé au collège de Ribérac en Dordogne. Il y enseigne pendant 25 ans et accompagne ses élèves jouer à Aubeterre, club le plus  proche, le week-end.

### Montée en responsabilité dans le football
Durant son service militaire, le CA Ribérac est créé et Jean-Pierre Escalettes l'intègre durant quinze ans comme joueur, éducateur puis dirigeant et secrétaire général,.
À 32 ans, il siège ensuite au district de Dordogne. Jean-Pierre Escalettes se souvient en 2010 : « le secrétaire général de l'époque m'avait demandé de venir l'aider. Il m'avait dit : "Tu es prof, donc tu as du temps libre". Il m'a nommé président de la commission de discipline mais comme j'étais encore joueur, je me faisais rappeler à l'ordre. C'était fâcheux ». Le président quittant son poste, le siège est laissé vacant à Escalettes en 1972. Il se rappelle encore : « Tout était à faire. À l'époque, le District dénombrait 30 clubs. (...) Il a fallu tout créer, les stages d'éducateurs, d'arbitres, construire un lieu d'hébergement... Ça a été formidable ». René Fougère, président de la ligue du Centre-Ouest à laquelle est rattaché son District à cette période, lui présente Fernand Sastre, charismatique président de la FFF, avec qui Escalettes lie d'amitié.
Lorsque le football suit le redécoupage administratif des régions, la Dordogne passe sous la coupe de la Ligue d'Aquitaine en 1981. Jean-Pierre Escalettes se souvient en 2010 : « M. Sastre m'a dit alors d'aller à Bordeaux et de prendre le pouvoir ». De jeunes présidents de districts sont alors récemment élus et Escalettes devient le chef de file de la « fronde » qui entend déloger le « pouvoir » en place. Il est nommé secrétaire général dans un premier temps, avant d'être élu président en juin 1984, le jour de la demi-finale de l'Euro France-Portugal.
En janvier 1985, Fernand Sastre permet à Escalettes d'accéder au conseil fédéral de la Fédération française de football, grâce à son investissement au sein de la commission des jeunes de la FFF. Escalettes devient secrétaire général du conseil fédéral en 1990.
Dix ans après son entrée à la FFF, Escalettes crée la ligue fédérale amateur le 24 mars 1995 (à l'époque Conseil national du football amateur, CNFA). Il est réélu en 2000 à la tête de l'organisme avec 95,69 % des voix, qui se transforme en Ligue fédérale du football amateur le 16 décembre 2000. Jean-Pierre Escalettes préside cette instance jusqu'au 8 janvier 2005.

### Président de la FFF (2005-2010)
Le 12 février 2005, Jean-Pierre Escalettes est élu président de la Fédération française de football,. Trois ans après le Mondial raté de l'équipe de France en Corée du Sud et au Japon, Escalettes récupère la FFF après Claude Simonet alors que les caisses de l'instance sont vides, le déficit frôle les 15 millions d'euros.
Sous son mandat, l'équipe de France de football se hisse jusqu'en finale de la Coupe du monde 2006, perdue contre l'Italie aux tirs au but.
À la suite de l'échec de l'Euro 2008 et l'élimination au premier tour, Escalettes conforte Raymond Domenech à son poste de sélectionneur national. Le 13 décembre 2008, Jean-Pierre Escalette est réélu pour une second mandant de président de la FFF.
Début 2010, la FFF et son directeur général Jacques Lambert obtiennent la désignation de la France comme organisateur de l'Euro 2016. Un nouveau partenariat prenant effet après la Coupe du monde 2010 est signé au bénéfice de Nike, aux dépens du partenaire historique Adidas. Nike signe avec la FFF le plus gros contrat jamais passé avec une fédération : 42 millions d'euros par an, pendant huit ans.
Il annonce sa démission le 28 juin 2010, effective le 23 juillet suivant, après l'élimination rapide de l'équipe de France de football à la Coupe du monde 2010 après une grève des joueurs français, et ses conséquences sur la sélection nationale. À la suite de ce deuxième fiasco consécutif de l'équipe de France, il est considéré comme l'un des principaux responsables de ces échecs, pour avoir œuvré pour le maintien de Raymond Domenech après l'Euro en 2008 ainsi que l'un des dirigeants les plus discrédités dans le milieu sportif. Dans un premier temps, il refuse toute démission sur le champ estimant que « la démission d'un président est une décision personnelle », mais finit par céder sous la pression de l'opinion publique et du gouvernement. Cette démission était réclamée par de nombreuses personnalités politiques et sportives.

## Parcours footballistique
| Période     | Organisme                        | Fonction                                                                                            | Faits marquants                                                                                   |
| ----------- | -------------------------------- | --------------------------------------------------------------------------------------------------- | ------------------------------------------------------------------------------------------------- |
| années 1960 | CA Ribérac                       | éducateur puis dirigeant et secrétaire général                                                      |                                                                                                   |
| 1967 à 1972 | district de Dordogne             | président de la commission de discipline                                                            |                                                                                                   |
| 1972 à 1981 | district de Dordogne             | président                                                                                           |                                                                                                   |
| 1981 à 1984 | Ligue d'Aquitaine                | secrétaire général                                                                                  |                                                                                                   |
| 1984 à 1995 | Ligue d'Aquitaine                | président                                                                                           |                                                                                                   |
| 1985 à 2011 | Fédération française de football | membre du conseil fédéral                                                                           |                                                                                                   |
| 1995 à 2005 | Fédération française de football | président du Conseil national du football amateur (réélu et renommé Ligue fédérale amateur en 2000) |                                                                                                   |
| 2005 à 2010 | Fédération française de football | président, réélu en 2008                                                                            | Mondial 2006 : finaliste Euro 2008 : 1er tour 2010 : Contrat Nike Mondial 2010 : 1er tour + grève |